# ⑦ Berryz タイムス
『⑦ Berryz タイムス』（7 ベリーズタイムス）は、Berryz工房の7枚目のアルバムである。2011年3月30日に、アップフロントワークス（PICCOLO TOWNレーベル）より発売。

## 概要
初回限定盤と通常盤の2形態での発売。初回限定盤はCD＋DVD、通常盤はCDのみ。通常盤の初回仕様にはフォトカードが封入されている。

## 収録曲
全作詞・作曲：つんく
1. 一丁目ロック! [4:01]
編曲：朝井泰生
こぶしファクトリーの1stアルバム「辛夷其ノ壱」初回生産限定盤B DISC2にカバーが収録された。
2. ヒロインになろうか! [4:33]
編曲：大久保薫
25thシングル。
3. BOMB BOMB JUMP [3:54]
編曲：平田祥一郎
4. 真っ白いあの雲 [4:49]
編曲：板垣祐介
5. 本気ボンバー!! [3:20]
編曲：板垣祐介
23rdシングル。
こぶしファクトリーの1stアルバム「辛夷其ノ壱」初回生産限定盤B DISC2にカバーが収録された。
6. 女子会 The Night [4:16]
編曲：平田祥一郎
7. ガールズタイムス [4:14]
編曲：藤澤慶昌
8. 女のプライド [4:52]
編曲：平田祥一郎
9. シャイニング パワー [4:04]
編曲：鈴木俊介
24thシングル。
10. マジカルフューチャー! [3:09]
編曲：平田祥一郎
ニンテンドーDS専用ゲーム「イナズマイレブン3 世界への挑戦!! ジ･オーガ」EDテーマ

### 初回限定盤付属DVD
1. ヒロインになろうか!（清水佐紀SoloDance Ver.）
2. ヒロインになろうか!（嗣永桃子 SoloDance Ver.）
3. ヒロインになろうか!（徳永千奈美 SoloDance Ver.）
4. ヒロインになろうか!（須藤茉麻 SoloDance Ver.）
5. ヒロインになろうか!（夏焼雅 SoloDance Ver.）
6. ヒロインになろうか!（熊井友理奈 SoloDance Ver.）
7. ヒロインになろうか!（菅谷梨沙子 SoloDance Ver.）
8. ヒロインになろうか!（Dance Mix Ver.）
9. ヒロインになろうか!（Hello! Project 2011 WINTER 〜歓迎新鮮まつり〜 Aがなライブ Ver.）
10. アルバムジャケット撮影メイキング